# Helleia helle
Helleia helle är en fjärilsart som beskrevs av Ignaz Schiffermüller 1776. Helleia helle ingår i släktet Helleia och familjen juvelvingar. Inga underarter finns listade i Catalogue of Life.